# Scyphoproctus djiboutiensis
Scyphoproctus djiboutiensis är en ringmaskart som beskrevs av Gravier 1906. Scyphoproctus djiboutiensis ingår i släktet Scyphoproctus och familjen Capitellidae. Inga underarter finns listade i Catalogue of Life.